# Mesochorus artus
Mesochorus artus är en stekelart som beskrevs av Schwenke 1999. Mesochorus artus ingår i släktet Mesochorus och familjen brokparasitsteklar. Inga underarter finns listade i Catalogue of Life.